# Robert Mercier (acteur)
Pour les articles homonymes, voir Robert Mercier et Mercier.
Robert Mercier (état-civil inconnu) est un acteur français actif de la fin des années 1930 au début des années 1960

## Biographie
En dehors des rôles qu'il a interprété au théâtre et au cinéma pendant plus de 20 ans, on ne sait pratiquement de Robert Mercier qui fit office de « troisième couteau » dans de nombreux films avec une prédilection pour les rôles de policiers et de gendarmes.

## Filmographie
- 1939 : Fric-Frac de Maurice Lehmann et Claude Autant-Lara - Le livreur
- 1949 : La vie est un rêve de Jacques Séverac
- 1950 : Meurtres ? de Richard Pottier - Le gendarme chez le juge d'instruction
- 1951 : La Poison de Sacha Guitry - Fernand Grandin, un voisin
- 1952 : La Putain respectueuse de Charles Brabant et Marcello Pagliero - Un homme dans le garage
- 1952 : La Fugue de monsieur Perle de Pierre Gaspard-Huit - Un agent
- 1953 : Leur dernière nuit de Georges Lacombe - Un agent
- 1953 : La Vierge du Rhin de Gilles Grangier - L'agent interrogé par le commissaire
- 1953 : Suivez cet homme de Georges Lampin - Un agent
- 1953 : La Tournée des grands ducs d'André Pellenc - Un agent
- 1953 : L'Amour d'une femme de Jean Grémillon
- 1954 : Le Chevalier de la nuit de Robert Darène - Un gendarme
- 1955 : French Cancan de Jean Renoir - Un artisan
- 1956 : Des gens sans importance de Henri Verneuil - Un routier
- 1956 : Elena et les Hommes de Jean Renoir
- 1956 : Le Sang à la tête de Gilles Grangier
- 1956 : Courte Tête de Norbert Carbonnaux - Le portier de l'hôtel
- 1956 : L'Homme aux clefs d'or de Léo Joannon - un joueur de dés au bistrot
- 1956 : Crime et Châtiment de Georges Lampin - Un consommateur
- 1957 : Comme un cheveu sur la soupe de Maurice Regamey - Un plongeur aux cuisines
- 1957 : Sénéchal le magnifique de Jean Boyer - Le bagagiste de la gare
- 1958 :  Premier mai de Luis Saslavsky - Un supporter dans le bus
- 1959 : Archimède le clochard de Gilles Grangier - Un homme aux halles
- 1959 : Rue des prairies de Denys de La Patellière - Un ouvrier sur le chantier
- 1960 : La Vérité de Henri-Georges Clouzot - Un bistrot

## Théâtre
- 1949 : La Corde au cou de Jean Guitton, mise en scène A. M. Julien,  Théâtre Sarah Bernhardt
- 1950 : Fric-Frac, pièce en 5 actes d'Édouard Bourdet, mise en scène de Simone Berriau au théâtre Antoine (13 avril) puis au théâtre des Célestins de Lyon (20 octobre) : l'inspecteur Santini